# Fedziuki
Fedziuki (biał. Федзюкі, Fiedziuki) – wieś na Białorusi, w obwodzie brzeskim, w rejonie lachowickim, w sielsowiecie Końki.
Znajdują tu się przystanki kolejowe Fedziuki, położony na linii Osipowicze – Baranowicze oraz Szczara, położony na linii Równe – Baranowicze – Wilno.

## Historia
W dwudziestoleciu międzywojennym leżały w Polsce, w województwie nowogródzkim, w powiecie baranowickim, w gminie Darewo. W 1921 miejscowość liczyła 308 mieszkańców, zamieszkałych w 54 budynkach, wyłącznie Białorusinów. 306 mieszkańców było wyznania prawosławnego i 2 rzymskokatolickiego.
Po II wojnie światowej w granicach Związku Sowieckiego. Od 1991 w niepodległej Białorusi.